# Oud kasteel van Boutersem
Het Oud kasteel van Boutersem is een voormalig kasteel in de tot de Vlaams-Brabantse gemeente Boutersem behorende plaats Butsel. Het kasteel is gelegen aan Droge Vijvers.

## Geschiedenis
Het kasteel was de zetel van de heer van Boutersem en stamde uit de late middeleeuwen. In 1647 werd de heerlijkheid gekocht door Jean-Jacques de Caestre en deze liet een nieuw kasteel bouwen naast het neerhof van het toen reeds bestaande kasteel. Dit nieuwe kasteel werd afgebeeld in 1694 door Jacob Harrewijn. Een donjon van het voorgaande kasteel was op de prent nog zichtbaar.
Het kasteel werd omstreeks 1800 gesloopt. De grachten werden gedempt. De heuvel met de resten van de donjon zou tot omstreeks 1869 te zien zijn geweest, maar werd met de grond gelijk gemaakt om akkers op het terrein te vestigen.
Wat bleef zijn een aantal sporen in het reliëf en de structuur van de percelen.